# Christian Bronsard
Pour les articles homonymes, voir Bronsard.
Christian Bronsard (né le 25 décembre 1977 à Lahr en Allemagne) est un joueur professionnel canadien de hockey sur glace.

## Carrière de joueur
Il commence sa carrière en 1995 avec les Olympiques de Hull en Ligue de hockey junior majeur du Québec. En 1997, il remporte la Coupe Memorial. Par la suite, il a participé à la Coupe Spengler avec l'Équipe Canada. Il a notamment évolué en Ligue américaine à partir de 1999. Il inscrit un but le 30 octobre 1999 avec le Crunch de Syracuse contre les Americans de Rochester. En 2001, il rejoint la DEL puis découvre la Superliga, l'ECHL ou la 2. Bundesliga. De 2006 à 2008, il joue avec les Diables Rouges de Briançon dans la Ligue Magnus.

### Différentes équipes
- Olympiques de Hull (LHJMQ) 1995 à 1997
- Équipe Canada (International) 1997-1998
- Moose du Manitoba (LIH) 1998-1999
- Crunch de Syracuse (LAH) 1999-2000
- Tiger Sharks de Tallahassee (ECHL) 2000-2001
- Citadelles de Québec (LAH) 2000-2001
- Iserlohn Roosters (DEL) 2001-2002
- Kingfish de Bâton-Rouge (ECHL) 2001-2002
- Sibir Novossibirsk (Superliga) 2002 à 2004
- Kristall Saratov (Vyschaïa Liga) 2003-2004
- Sheffield Steelers (EIHL) 2003-2004
- EHC Freiburg (2. Bundesliga) 2004 à 2006
- Diables Rouges de Briançon (Ligue Magnus) 2006-2008

## Trophées et honneurs personnels
- Ligue de hockey junior majeur du Québec
  - En 1996-1997, remporte le trophée Raymond-Lagacé.
  - 1996-1997, élu dans l'équipe des recrues.
  - En 1997, il remporte le trophée Hap-Emms.
  - En 1996-1997, remporte le trophée Guy-Lafleur.

- Ligue Magnus
  - 2007-2008: Sélectionné dans l'équipe des meilleurs étrangers pour le Match des étoiles.